# Frank Snepp
Frank Warren Snepp, III (Kinston, 3 de mayo de 1943) es un periodista y exanalista jefe de la estrategia norvietnamita de la Agencia Central de Inteligencia (CIA) en Saigón durante la guerra de Vietnam. Durante cinco de sus ocho años como oficial de la CIA, trabajó como interrogador, agente de información y analista jefe de estrategia en la Embajada de los Estados Unidos en Saigón. Se le concedió la Medalla al Mérito de Inteligencia por su trabajo.  Snepp es actualmente productor de KNBC-TV en Los Ángeles, California. Fue uno de los primeros denunciantes que reveló el funcionamiento interno, los secretos y las fallas de los servicios de seguridad nacional en la década de 1970. Como resultado de la pérdida en un caso judicial de 1980 presentado por la CIA, todas las publicaciones de Snepp requieren la aprobación previa de la Agencia Central de Inteligencia.

## Antecedentes
Nacido en Kinston, Carolina del Norte, Snepp estudió literatura isabelina en la Universidad de Columbia y se graduó en 1965. Después de pasar un año en CBS News, regresó a la Escuela de Asuntos Públicos e Internacionales de Columbia, donde se graduó en 1968.

## Carrera

### CIA (1968-1976)
Snepp fue reclutado para la CIA en 1968, por el Decano Asociado de la Escuela de Asuntos Públicos e Internacionales de la Universidad de Columbia, Philip Mosely. Trabajó inicialmente en la OTAN y en seguridad europea, siendo enviado a Saigón en 1969. Allí Snepp trabajó como analista y oficial de contrainteligencia, coordinando redes de agentes e interrogando a las fuerzas enemigas capturadas, así como preparando estimaciones estratégicas con respecto al enemigo. Snepp rechazó la rotación habitual de dos años y permaneció en Vietnam hasta que Estados Unidos se retiró definitivamente del país en 1975. Snepp escribió en 2009 que «todavía lo perseguía» la «manipulación psicológica y el tormento de un prisionero» con el que estuvo involucrado como interrogador de la CIA.
Snepp estuvo presente durante la caída de Saigón y fue uno de los últimos estadounidenses en abandonar la Embajada de los Estados Unidos antes de que la ciudad cayera en poder de los norvietnamitas el 30 de abril de 1975. Snepp fue evacuado con otro personal estadounidense en la Operación Viento Frecuente. A su regreso a los Estados Unidos, fue galardonado con la Medalla al Mérito de Inteligencia en diciembre de 1975, pero renunció de su puesto en la Agencia en enero de 1976, molesto por la negativa de esta a rescatar a los vietnamitas que quedaron atrás en la retirada y su negativa a reconocer los errores cometidos.

### Memorias
Snepp escribió unas memorias del evento, Decent Interval, publicada en 1977 sin la aprobación previa de la Junta de Revisión de Publicaciones de la CIA. El libro se basó en un informe posterior a la acción que había escrito y que había enviado a través de los canales de la propia Agencia. El informe no fue aceptado.
Después de que se publicó el libro, el director de la CIA, Stansfield Turner, presionó para que Snepp fuera demandado y, a pesar de las objeciones de algunos funcionarios del Departamento de Justicia, Turner se impuso. Dado que la publicación del libro no podía detenerse en virtud de la ley constitucional que prohíbe la restricción previa de la prensa, la CIA demandó a Snepp por incumplimiento de contrato . Snepp fue acusado de violar el acuerdo de confidencialidad que había firmado cuando se unió a la agencia, que prohibía la publicación de cualquier material sobre las operaciones de la CIA sin el consentimiento previo de esta. Irónicamente, el presidente Jimmy Carter permitió la demanda contra Snepp al mismo tiempo que había propuesto la creación de una unidad especial para brindar protección a los denunciantes del servicio civil. En una conferencia de prensa, Carter dijo que Snepp no contaba como denunciante porque no «reveló nada que pudiera conducir a una mejora en nuestro aparato de seguridad o la protección de los derechos civiles de los estadounidenses». Carter también afirmó que Snepp había «revelado los secretos más profundos de nuestra nación», a pesar de que no había sido acusado de violar ninguna ley de seguridad, como la Ley de Espionaje. 
Snepp acusó a la CIA de arruinar su carrera y violar su derecho a la libertad de expresión recogido en la Primera Enmienda. La CIA a cambio afirmó que Snepp había violado su contrato de trabajo al hacer declaraciones, y le demandaron (Estados Unidos v. Frank W. Snepp III). Solicitó la ayuda de la Unión Estadounidense por las Libertades Civiles en su defensa. Al final, la CIA ganó su pleito judicial contra Snepp, y la Corte Suprema de los Estados Unidos dictaminó que el libro de Snepp había causado un «daño irreparable» a la seguridad nacional debido a la aparente ruptura que había creado con respecto a la disciplina interna de la CIA. Las regalías de Decent Interval (que ascendían a 300 000 dólares cuando Snepp perdió su pleitoen la Corte Suprema) fueron entregadas a la CIA, y Snepp se vio obligado a liquidar todas las publicaciones futuras con la Agencia.
En 2001, Snepp publicó un segundo libro, Irreparable Harm, sobre su batalla judicial con la CIA.

### Periodismo (1980-presente)
En 1980, tras la decisión de la Corte Suprema en su contra, Snepp se convirtió en periodista de investigación, contribuyendo a publicaciones como The New York Times, The Washington Post, Village Voice y otras.
A finales de la década de 1980, impartió un curso de Periodismo y Derecho en la Universidad Estatal de California en Long Beach. Fue consultor técnico para la película de comedia Spies Like Us y fue entrevistado sobre sus experiencias en la guerra de Vietnam para la serie documental de Ken Burns titulada La guerra de Vietnam: La guerra de los diez mil días.
Snepp trabajó en televisión para World News Tonight de ABC (1987–1992), CBS (2003–05) y NBC desde 2005. En World News Tonight consiguió que Eugene Hasenfus confirmara que había firmado un acuerdo secreto gubernamental, confirmando la participación del gobierno en el asunto Irán-Contra.
Snepp ganó un premio Emmy en 1997 por una investigación sobre el tráfico de drogas en México. Ganó un premio Peabody en 2006 como productor en una investigación para KNBC-TV-Los Ángeles sobre un desarrollo de viviendas de Los Ángeles ubicado en un vertedero tóxico.
Snepp demandó a KNBC-TV por discriminación por edad después de que lo despidieran de su trabajo en 2012. La decisión del jurado se quedó estancada en 2015 y el caso no se resolvió hasta marzo de 2016.

## Citas
«La desinformación es más eficaz en un contexto muy limitado»».

 Christian Science Monitor, 26 de febrero de 1985
«Siempre salimos de la última guerra pensando que tenemos todas las respuestas, pero terminamos teniendo más preguntas».

 Universidad de California, Irvine, 12 de mayo de 2005

## Libros
- Decent Interval: An Insider's Account of Saigon's Indecent End Told by the CIA's Chief Strategy Analyst in Vietnam (1977) ISBN 0-7006-1213-0
- Irreparable Harm: A Firsthand Account of How One Agent Took on the CIA in an Epic Battle Over Free Speech. Con prefacio de Anthony Lewis (1999) ISBN 0-7006-1091-X

## Premios
- Medalla al Mérito de Inteligencia (16 de diciembre de 1975) [1][5]
- Premio Emmy (1997)[3]
- Premio Peabody (2006)